# Ammon (Idaho)
Ammon é uma cidade localizada no estado americano de Idaho, no Condado de Bonneville.

## Demografia
Segundo o censo americano de 2000, a sua população era de 6187 habitantes. 
Em 2006, foi estimada uma população de 12.065, um aumento de 5878 (95.0%).

## Geografia
De acordo com o United States Census Bureau tem uma área de 
7,6 km², dos quais 7,6 km² cobertos por terra e 0,0 km² cobertos por água. Ammon localiza-se a aproximadamente 1437 m acima do nível do mar.

## Localidades na vizinhança
O diagrama seguinte representa as localidades num raio de 24 km ao redor de Ammon. 